# کلیتوس سیاه

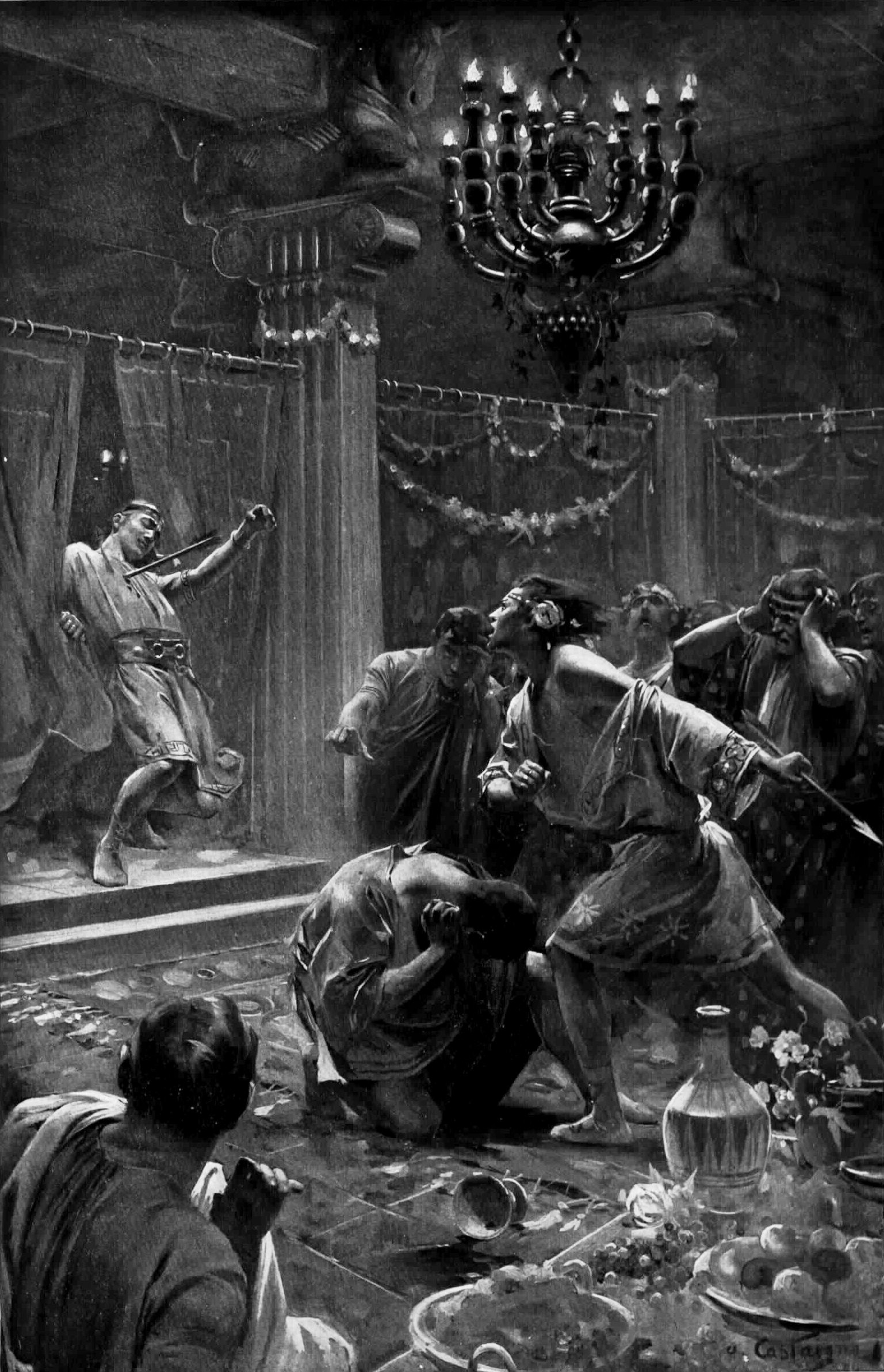
اسکندر کلیتوس را می‌کشد، اثر آندره کاستنی

کلیتوس سیاه (به یونانی: Κλεῖτος ὁ μέλας؛ ۳۷۵–۳۲۸ پیش از میلاد) افسر ارتش مقدونیه تحت فرماندهی اسکندر مقدونی بود. او در نبرد گرانیک جان اسکندر را نجات داد و چند سال بعد در یک نزاع که در حال مستی روی می‌داد توسط خود اسکندر کشته شد. کلیتوس پسر دروپیدس و برادر لانیک، پرستار اسکندر، بود.